# 1999年の韓国教育大生総同盟休校
韓国における1999年の全国教育大生総同盟休校(韓国語:1999년 전국교육대학생 총동맹휴업)は、1999年に韓国全土の教育大生が、補修教育によって中等教員資格所持者を小学校教員に任用する中途任用に反対して、全国教育大学生代表者協議会(전국교육대학생대표자협의회)の主導で学事日程を拒否して約4週間の同盟休校（ストライキ、ゼネスト）に入った事件。

## 背景
「国民の政府」（金大中政権）初代教育部長官である李海瓚は就任後、種々の教育改革政策を繰り広げた。その中の代表的なものが1999年に実施された教員の定年を65歳から62歳とする教員定年短縮であった。また、これによる年金法改正により定年退職者と名誉退職者が急増し、小学校教員の急激な不足事態が発生した。
これを解決すべく、定年退職・名誉退職した教師を再び期間制教師として採用し、教科専門担当教師という名前で中等教員資格所持者を補修教育により期間制教師として採用することにしたが、これを中等教員資格所持者に短時間の補修教育によって小学校教員資格を発行する方法で解決しようとした。
全国教育大学生代表者協議会は補修教育による中途任用が教員の専門性を深刻に傷つけ、小学校予備教師の生存権への脅威となる判断して、全国教育大学生たちの総総同盟休校を以て抵抗した。

## 同盟休校の経過
- 10月6日、全国教大でのスト権確立のため総投票を実施して(春川教大は7日)、 10月7日から一時的ストライキに突入 [3]。
- 10月7日、全国の教育学生8000人ほどがソウル教育大に集結（1次上京闘争）。
- 10月8日、明洞で集会・情宣を行い、教育部に面会要請と質問書提出。
- 10月13日、一部地域の学生が連帯集会と上京闘争。
- 10月14日、「今後の中等教員資格所持者の小学校教員補修対象者追加選抜はない」との教育部からの回答が到着。
- 10月22日、投票の結果総同盟休校に突入。
- 10月23日「金大中政権の教育政策前面修正決起大会」をスローガンに2次上京闘争。
- 11月4日、教育部は教員不足で教大卒業者以外の教員養成規定は不可避であり、初等教育の専門性確保に問題がある場合改正を検討するという内容の答弁書をキョ・デヒョプ議長に発送し、マスコミに対してこれ以上補修教育を行わないことを明らかにした。
- 11月8日、授業復帰を決定。

### 教授らとの連帯
11月11日、全国教育大学校教授協議会連帯会議の主導で全国の教大教授260人余りがソウル世宗文化会館噴水台広場と政府庁舎の前で補修教育反対集会を行った。

## 結果
これ以上このような補修教育を実施しないと教育部は回答したが、この約束は守られず、2001年の同盟休校の原因となった。

## その意義と限界
情勢判断が不足しまともな準備の出来ていない状況で急に突入した総同盟休業であった。 実際に補修教育が行われることに対する情報の獲得と対応戦略が事前にはなく、すでに教育大で補修生が教育を受けているのを見た後に状況判断を行っていた。 補修教育が教職開放の大きな流れの一部ということを正確に認識せず、事案自体にだけ集中して没入したものであった。
この総同盟休校は、補修教育では教員の専門性を担保できないという事実を社会的に認知させた。
また、学生の教育闘争史上教育部長官との議論が行われたのはこの総同盟休校が初めてである。